# Резникофф, Чарлз
Чарлз Резникофф (англ. Charles Reznikoff; 31 августа 1894, Бруклин — 22 января 1976, Нью-Йорк) — американский поэт.

## Биография
Родился в семье еврейских эмигрантов из Российской империи. Некоторое время изучал журналистику, затем поступил на юридический факультет Нью-Йоркского университета, окончил его в 1916 г. Бо́льшую часть жизни работал в области юридической литературы (в частности, составлял для юридического книгоиздания сводки по судебным делам разного времени с точки зрения правовых прецедентов) либо коммивояжером (семейным бизнесом была торговля шляпами).
Резникофф начал писать стихи в 1918 г. и печатал их небольшими сборниками на собственном печатном станке (на протяжении всей жизни он боялся оставлять свои тексты ненапечатанными, помня о судьбе своего деда, также писавшего стихи, — все рукописи того были после смерти уничтожены вдовой). В фокус профессионального внимания Резникофф впервые попадал в 1930—1931 гг. благодаря публикации романа «По водам Манхэттена» (англ. By the Waters of Manhattan; 1931) и программной статье «Искренность и объективизация: Применительно, прежде всего, к творчеству Чарлза Резникоффа» (англ. Sincerity and Objectification: With Special Reference to the Work of Charles Reznikoff), которой Луис Зукофски открыл специальный выпуск журнала «Poetry», посвященный новому поэтическому течению — объективизму; появились в этом выпуске и стихи самого Резникоффа. Однако серьёзное признание пришло к Резникоффу только в 1970-е гг.: в 1963 г. он получил от Американского совета еврейской книги первую в своей жизни литературную премию, в 1974 г. вышел том избранных стихотворений за 55 лет творчества, а незадолго до смерти Резникофф успел прочитать корректуру двухтомного собрания сочинений.

## Поэзия
Раннее творчество Резникоффа складывалось в русле имажистской традиции: в нём преобладали миниатюры в свойственной поздним имажистам «поэтике присутствия», требующей обеспечить глубокое эмоциональное воздействие посредством чистого описания, без какой-либо явно выраженной экспрессии:

От снесенного дома остались дверь и лестница,

ведущие теперь в пустую просторную ночь.

Перевод Д. Кузьмина

Миниатюры такого рода позднее, в 1950-60-е гг., были осмыслены как заложившие фундамент для интенсивного развития жанра хайку на североамериканской почве.
К 1930-м гг. Резникофф несколько увеличивает объём своих стихотворений и долю сюжетности в них, создавая своеобразные микроновеллы. В это же время он всё чаще обращается в своей поэзии к еврейской теме.
Основу послевоенного творчества Резникоффа составляют две гигантские поэмы — «Свидетельство: Соединенные Штаты, 1885—1915» (англ. Testimony: The United States 1885—1915, 1965) и «Холокост» (англ. Holocaust, 1975). Оба текста построены на приёме found poetry: Резникофф взял материалы судебных протоколов (в первом случае — американских судебных дел указанного периода, которые он реферировал в молодости, во втором — протоколы процесса по делу Эйхмана и судов над отдельными нацистскими преступниками, примыкавших к Нюрнбергскому процессу) и, стараясь как можно меньше вмешиваться в текст, разбил его (главным образом, речи свидетелей, потерпевших, обвиняемых) на стихотворные строки.
Жена — Мария Сыркин (1899—1989), публицист, переводчик с идиша, общественный деятель, дочь публициста и еврейского общественного деятеля Нахмана Сыркина.

## Публикации на русском языке
- Ч. Резникофф. Холокост / перевод Андрея Сен-Сенькова при участии и под редакцией Станислава Львовского, предисловие Ильи Кукулина. — СПб.: Порядок слов, 2016. — 144 с. ISBN 978-5-905586-19-4

- Вместе с грешниками, среди зверей, вступ. сл. и перевод Д. Кузьмина // Арион, 1999, № 2
- «Мне довольно этого мира…». Стихи, перевод и предисл. Д. Кузьмина // Урал, 2001, № 6